# Bak
Bak er i skibsterminologi betegnelsen for den forreste del af skibsdækket, gerne opbygget.